# Tiegang Shuiku
Tiegang Shuiku (kinesiska: 铁岗水库) är en reservoar i Kina. Den ligger i provinsen Guangdong, i den södra delen av landet, omkring 86 kilometer sydost om provinshuvudstaden Guangzhou. Tiegang Shuiku ligger 14 meter över havet. Arean är 4,3 kvadratkilometer. Runt Tiegang Shuiku är det i huvudsak tätbebyggt. Den sträcker sig 4,0 kilometer i nord-sydlig riktning, och 4,5 kilometer i öst-västlig riktning.
Genomsnittlig årsnederbörd är 2 102 millimeter. Den regnigaste månaden är maj, med i genomsnitt 423 mm nederbörd, och den torraste är januari, med 26 mm nederbörd.